# Município de Tuscarawas (condado de Coshocton, Ohio)
O município de Tuscarawas (em inglês: Tuscarawas Township) é um município localizado no condado de Coshocton no estado estadounidense de Ohio. No ano de 2010 tinha uma população de 1.864 habitantes e uma densidade populacional de 77,82 pessoas por km².

## Geografia
O município de Tuscarawas encontra-se localizado nas coordenadas 40° 16′ 51″ N, 81° 49′ 37″ O. Segundo a Departamento do Censo dos Estados Unidos, o município tem uma superfície total de 23.95 km², da qual 22,88 km² correspondem a terra firme e (4,47 %) 1,07 km² é água.

## Demografia
Segundo o censo de 2010, tinha 1.864 habitantes residindo no município de Tuscarawas. A densidade populacional era de 77,82 hab./km². Dos 1.864 habitantes, o município de Tuscarawas estava composto pelo 95,06 % brancos, o 1,61 % eram afroamericanos, o 0,38 % eram asiáticos, o 0,38 % eram de outras raças e o 2,58 % eram de uma mistura de raças. Do total da população o 1,39 % eram hispanos ou latinos de qualquer raça.